# Margherita Granbassi
Margherita Granbassi, född den 1 september 1979 i Trieste, Italien, är en italiensk fäktare som bland annat tog OS-brons i damernas lagtävling i florett i samband med de olympiska fäktningstävlingarna 2008 i Peking.